# John Hunt, baron Hunt
John Hunt, Henry Cecil John Hunt, Lord Hunt of Llanfair Waterdine, född 22 juni 1910 i Marlborough, Wiltshire, död 8 november 1998 i Henley-on-Thames, Oxfordshire, var en brittisk officer och bergsbestigare. Han är mest känd som ledare för 1953 års brittiska expedition till Mount Everest, då Edmund Hillary och Tenzing Norgay blev först i världen med att nå toppen.

## Fotnoter
1. ↑  Encyclopædia Britannica, Encyclopædia Britannica Online-ID: biography/John-Hunt-Baron-Hunttopic/Britannica-Online, läst: 9 oktober 2017.[källa från Wikidata]
2. 1 2  SNAC, SNAC Ark-ID: w6jq2jmg, läs online, läst: 9 oktober 2017.[källa från Wikidata]
3. ↑  Babelio, Babelio författar-ID: 200948, läst: 9 oktober 2017.[källa från Wikidata]
4. 1 2 3 4  Colin Matthew (red.), Oxford Dictionary of National Biography, Oxford University Press, 2004, ODNB-ID: 71265.[källa från Wikidata]
5. ↑  läs online, www.independent.co.uk .[källa från Wikidata]
6. ↑  läs online, BBC  .[källa från Wikidata]
7. ↑  Who's who, A & C Black.[källa från Wikidata]
8. ↑  Hansard 1803–2005, Hansard-ID (1803-2005): mr-henry-hunt-1, läst: 22 april 2022.[källa från Wikidata]
9. ↑  Hansard 1803–2005, Hansard-ID (1803-2005): mr-henry-hunt-1.[källa från Wikidata]
10. ↑  Tony Gallagher (red.), Marriages, Times (på engelska), 47471, Times Newspapers, 4 september 1936, s. 15 .[källa från Wikidata]
11. ↑  The Peerage person-ID: p19143.htm#i191429, läst: 7 augusti 2020.[källa från Wikidata]
12. 1 2 3 4 5 6  Darryl Roger Lundy, The Peerage.[källa från Wikidata]
13. ↑  The London Gazette, 36637, 1 augusti 1944, s. 3603, läs online.[källa från Wikidata]
14. ↑  Royal Geographical Society, Gold Medal Recipients, Royal Geographical Society, 2022, läs online.[källa från Wikidata]